# جون مكمولين (سياسي)
جون مكمولين هو محامي وسياسي أمريكي، ولد في 7 أكتوبر 1843، وتوفي في 5 أبريل 1922. نشط حزبياً في الحزب الديمقراطي. وقد انتخب عضو مجلس ولاية ويسكونسن ‏.